# Leptochilus rubicundulus
Leptochilus rubicundulus är en stekelart som först beskrevs av Richard Mitchell Bohart 1940.  Leptochilus rubicundulus ingår i släktet Leptochilus och familjen Eumenidae. Inga underarter finns listade i Catalogue of Life.